# Limenitis eros
Limenitis eros är en fjärilsart som beskrevs av Edwards 1880. Limenitis eros ingår i släktet Limenitis och familjen praktfjärilar. Inga underarter finns listade i Catalogue of Life.